# Hidrografía de Bolivia

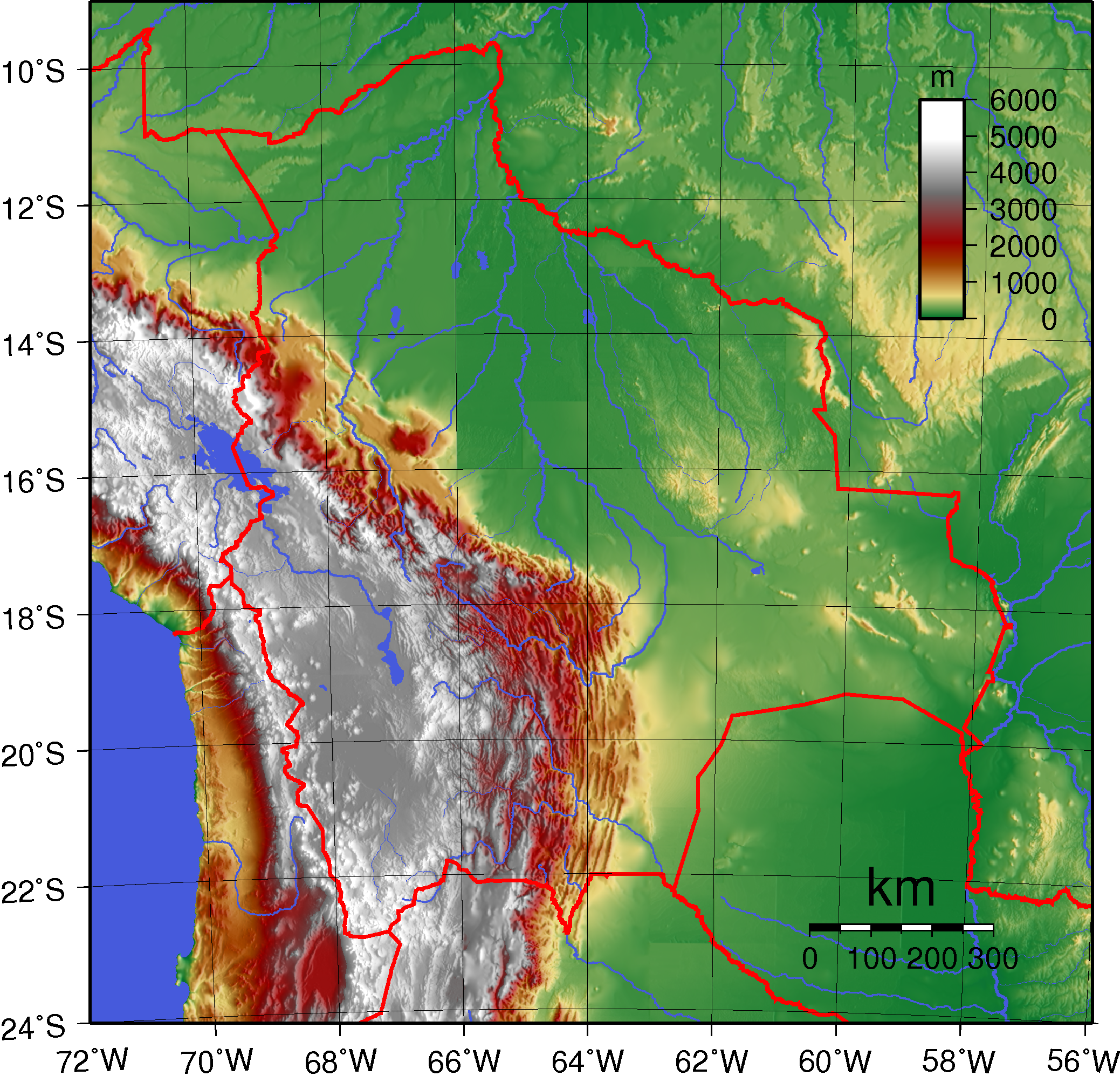
Mapa de relieves de Bolivia con sus ríos principales

La hidrografía de Bolivia es la descripción y el estudio sistemático de los cuerpos de agua de Bolivia, especialmente de los recursos hídricos en tierra. Bolivia, desde el punto de vista hidrográfico, cuenta con tres grandes cuencas hidrográficas, denominadas del Amazonas, del Plata y Cerrada o del Altiplano, además de la vertiente del Pacífico, mucho menor pero de mucha importancia económica. Estas cuencas a su vez están constituidas por 10 subcuencas, 270 ríos principales, 184 lagos y lagunas, unos 260 humedales, pequeños y medianos, y seis salares.

## Vertiente del Atlántico
La vertiente del Atlántico es una región exorréica que agrupa todas las cuencas hidrográficas abiertas que vierten sus aguas en el Océano Atlántico. Drenan una superficie de 953.500 km² en el país, lo que representa el 86,8% del territorio boliviano. Esta vertiente consiste en las cuencas de dos grandes ríos:
- Cuenca del Amazonas, la mayor cuenca hidrográfica del mundo, con una superficie de 7.800.000 km² y un caudal medio en la desembocadura del Atlántico de 180.000 m³/s. Es compartida con Brasil, Guayana, Venezuela, Colombia, Ecuador y Perú. Comprende 724.000.000.023 km² de territorio boliviano, el 65,9% del territorio nacional.
- Cuenca del Plata, una cuenca de 3.100.000 km², con un caudal medio en su desembocadura en el Mar del Plata de 22.000 m³/s. Es compartida con Brasil, Argentina, Paraguay y Uruguay. Comprende 229.500 km², el 20,9% del territorio nacional.

### Cuenca del Amazonas

Mapa del río Acre a su paso por Bolpebra.

Los ríos de esta cuenca suelen ser caudalosos y meándricos, por lo que forman numerosos lagos y lagunas, como la laguna Murillo y la laguna Mentiroso, del río Madre de Dios.
El río Madera es el principal afluente del río Amazonas, y el gran colector de los ríos bolivianos, ya sea por caudal, navegabilidad o aprovechamiento potencial. Este río forma una frontera natural con Brasil de 95 km hasta su confluencia con el río Abuná donde se adentra en territorio brasileño. El área que abarcan los más de 250 ríos que fluyen hacia el Madera es de 714.415 km².
Tiene dos pequeñas cuencas (Abuná y Acre) y dos cuencas principales (Mamoré y Beni), la de los ríos que al confluir lo forman.
- Subcuenca del río Acre, una de las más pequeñas del país con solo 3.722 km². El río Acre nace en territorio peruano. Es un río internacional de curso continuo y desde su afluente el río Yaverija cerca de la población Bolpebra (hito tripartito entre Bolivia, Perú y Brasil) a lo largo de 180 km marca la frontera de Bolivia con Brasil, hasta recibir la afluencia del arroyo Bahía en las proximidades de la ciudad de Cobija de donde se adentra hacia el norte en territorio brasileño, para desembocar en el río Púrus y de este hacia el río Amazonas.
- Subcuenca del río Abuná, con una superficie de 25.870 km². El río Abuná tiene sus nacientes en la confluencia del río Chipamanu y el río Kharamanu, en la provincia Nicolás Suárez del departamento de Pando y tras recorrer 375 km desemboca en el río Madera, cerca de la localidad de Manoa. Recibe como afluentes los ríos Negro, Mamo-manu, Kharamanu, Rapirrán y Chipamanu.
- Subcuenca del río Mamoré, una cuenca muy extensa, con alrededor de 241.600 km², que drena parte de los departamentos del Beni, Santa Cruz, Cochabamba, Potosí y Chuquisaca.
- Subcuenca del río Beni, con una superficie de 133.010 km², comprende parte de los departamentos de Pando, Beni, La Paz y Cochabamba.

Los lagos y lagunas más importantes son el lago Rogaguado de aproximadamente 300 km²; el lago Rogagua, de 154 km², y el Huaytunas o Ginebra, el más grande, con cerca de 330 km². Hay además muchos más lagos y lagunas, todos de agua dulce, entre los que se destacan las lagunas: Huachi, San Jorge, Nuevo Mundo y Arani o Araré todas éstas superiores a los 60 km².

#### Subcuenca del río Mamoré
El río Mamoré es un río amazónico boliviano-brasilero, con una longitud total de más 2.000 km, de los que 1.054 km están en territorio boliviano siendo el principal río del país. Nace de la confluencia del río Chapare y el río Mamorecillo, entre los departamentos de Santa Cruz y Cochabamba, El río discurre en dirección norte en todo su recorrido, aunque en algunas zonas discurre en dirección noroeste y noreste. Tiene como principal subcuenca la del río Iténez, aunque tiene muchos más afluentes:
- río Yata, con una longitud de 1.060 km, todos ellos en Bolivia;
- río Yacuma, con una longitud de 570 km, todos ellos en Bolivia;
- río Apere, con una longitud de 369 km, todos ellos en Bolivia;
- río Itonomas, con su afluente el río San Julián;
- río Grande o Guapay, con 1.438 km.
- río Piraí, con 457 km.
- río Ichilo, con una longitud de 400 km;
- río Chapare, con una longitud de 138 km;

Otros ríos de esta subcuenca son: Secure (268 km), Tijamuchi (223 km), Ibaré (592 km).

#### Subcuenca del río Iténez
La subcuenca del río Iténez o Guaporé tiene una extensión de 186.460 km² repartidos en los departamentos de Santa Cruz de la Sierra y Beni.
El río Iténez o Guaporé, el principal afluente del Mamoré, de 1500 km, nace en el estado brasileño de Mato Grosso, con el nombre de río Alegre. Se interna en Bolivia en la población de Catamarca y discurre en dirección noroeste, formando casi en su totalidad frontera natural con Brasil (850 km) hasta desembocar en el río Mamoré. Sus principales afluentes en territorio boliviano son los ríos:
- Itonomas, sistema Itonomas — San Pablo — San Miguel (o san Julián), con una longitud de 1.493 km.
- Blanco, con una longitud de 1.087 km.
- Negro, con una longitud de 460 km.
- San Antonio,
- San Joaquín,
- Machupo,
- Curichal,
- San Simón,
- Paraguá, con una longitud de 600 km.
- Paucerna, con una longitud de 155 km.
- Verde.

#### Subcuenca del río Beni

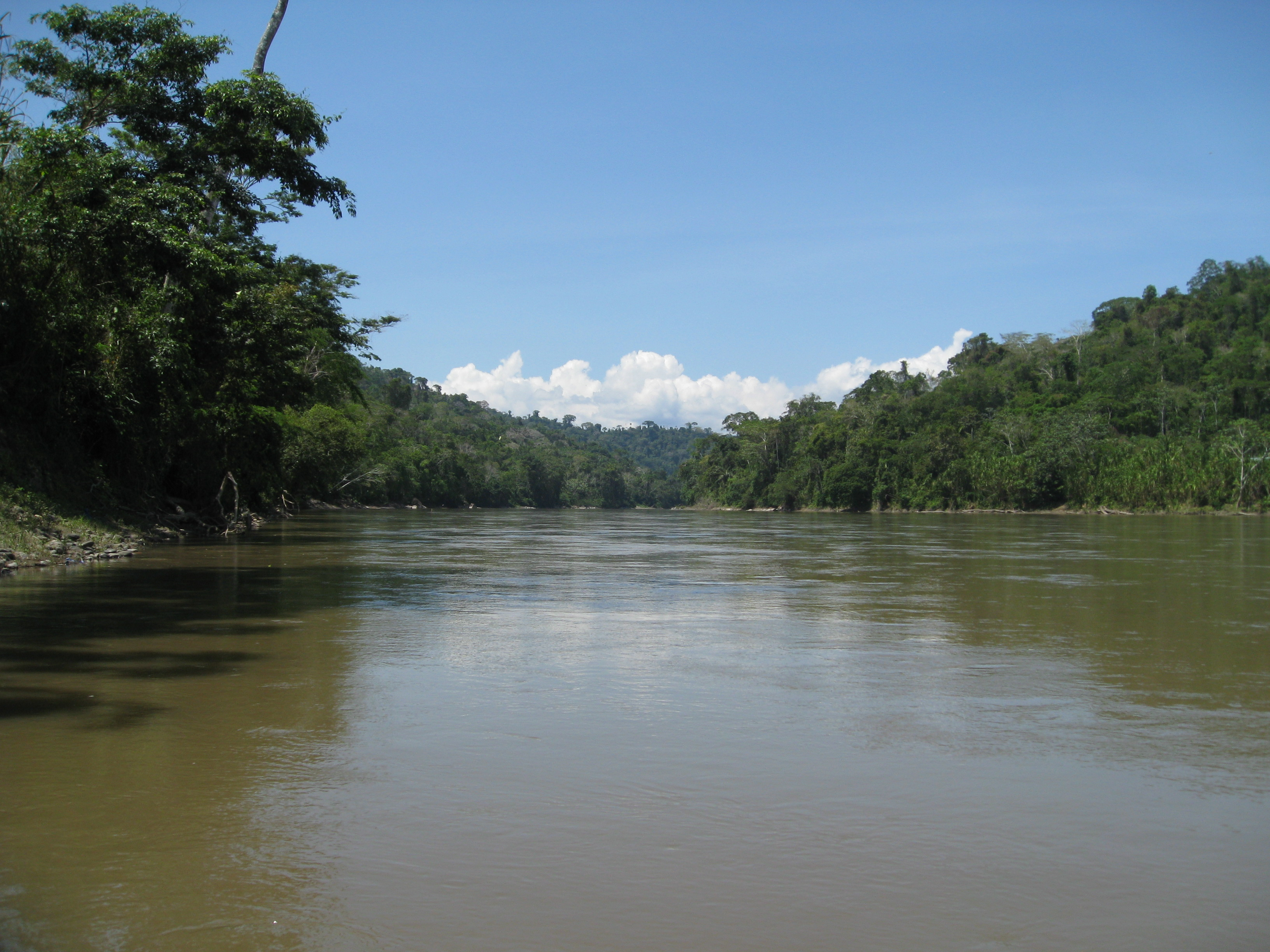
Río Kaka

El río Beni de 1.113 km, es el segundo en importancia fluvial del país, tanto por su navegabilidad como por su riqueza icticológica. Tiene a su vez varias subcuencas:
- Subcuenca del río Orthon, con una superficie de 22.640 km². El río Orthon nace en la confluencia de los ríos Tahuamanu (245 km) y Manuripi (250 km), cerca de la localidad de Puerto Rico, en el departamento de Pando. Tiene una longitud de 233 kilómetros hasta desembocar en el río Beni, aproximadamente al norte de la pequeña ciudad de Riberalta.

- Subcuenca del río Madre de Dios, ha con una superficie de 52.795 km². El río Madre de Dios, de 1.050 km nace en las estribaciones de la cordillera Oriental de los Andes peruanos y está constituido por los ríos Manú, Alto Madre de Dios, Tacuatimanu o de Las Piedras, Inambari, Medio Madre de Dios, que convergen cerca de la población de Puerto Maldonado. A partir de este punto el río se denomina Bajo Madre de Dios, internándose en Bolivia en Puerto Heath. Desde este punto recorre 483 km en dirección SO-NE hasta Riberalta, donde se junta con el río Beni.

#### Lagos y lagunas de la cuenca del Amazonas
Los llanos abarcan una extensa zona del territorio nacional donde se han inventariado 202 lagunas algunas de las cuales tienen superficies mayores de 50 km² como las siguientes:
- lago Huaytunas con una superficie de 329,50 km²;
- lago Rogaguado, con una superficie de 315 km²;
- lago Rogagua, con una superficie de 155,50 km²;
- laguna Guachuna, con una superficie de 102 km²;
- laguna El Océano, con una superficie de 100 km²;
- laguna Mancornadas, con una superficie de 74,10 km²;
- laguna Las Habras, con una superficie de 72,6 km²;
- laguna San Jorge, con una superficie de 68,6 km²;
- laguna de Araré, con una superficie de 68 km²;
- laguna Huachi, con una superficie de 67 km²;

### Cuenca del Plata
La cuenca del río de La Plata es compartida internacionalmente por Brasil, Bolivia, Argentina, Paraguay y Uruguay. Su extensión llega a los 3.100.000 km², con un caudal medio en su desembocadura en el Mar del Plata de 22.000 m³/s.
La cuenca del río de La Plata, en Bolivia, abarca los departamentos de Potosí, Oruro, Chuquisaca, Santa Cruz y Tarija. Tiene una extensión de 226.268 km² ocupa el 20,6% del territorio nacional y cuenta con tres subcuencas:
- subcuenca del río Paraguay, con una superficie de 118.031 km²;
- subcuenca del río Pilcomayo, con 96.267 km²;
- subcuenca del río Bermejo con 11.970 km², con sus afluentes el río Grande de Tarija y el río Tarija.

Los afluentes bolivianos del Río de la Plata, son por lo general menos caudalosos que los amazónicos, pero no menos importantes.

#### Subcuenca del Paraguay
El río Paraguay es el más importante de esta subcuenca por su navegabilidad y conexión con el océano Atlántico. La subcuenca del Paraguay tiene una superficie de unos 118.031 km². El río Paraguay, cuya longitud total es de 2.625 km, nace en Brasil y discurre en dirección sur para formar frontera natural en 48 km con Bolivia quedando algunos tramos de este exclusivamente en territorio nacional, luego el río se adentra en territorio paraguayo, hasta su desembocadura en el río Paraná en Argentina.
El puerto principal del río Paraguay, se encuentra en el corredor Man Césped y se denomina Puerto Busch.

#### Subcuenca del Pilcomayo

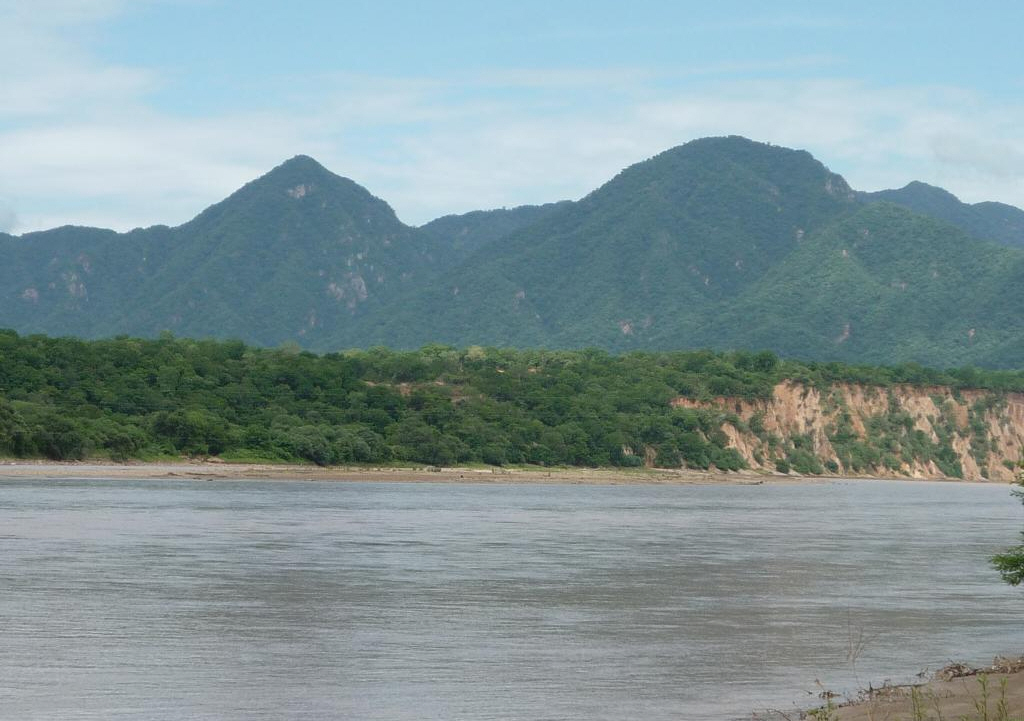
El río Pilcomayo es el principal río de la cuenca del Plata en Bolivia

La subcuenca del río Pilcomayo abarca una superficie de 96.267 km² con los ríos Pilcomayo, Pilaya, Tumusla, San Juan del Oro y otros muchos afluentes.
Nace en el departamento de Oruro a una altitud de 5.200 m y discurre en dirección sudeste hasta su desembocadura en el río Paraguay cerca de la capital de Paraguay (Asunción), este río tiene una longitud aproximada de 1.590 km, de los cuales 789 km discurren exclusivamente en territorio boliviano y otros 47 formando frontera con Argentina, en total son 836 los km que recorre por Bolivia.
El río Pilcomayo nace en la provincia de Abaroa en el departamento de Oruro a 5.200 m y discurre por 836 km desde las coordenadas (19°8′23″S 66°16′15″O / -19.13972, -66.27083) hasta la población de Esmeralda en la frontera con Argentina, a una altitud de 265 m para desembocar en el río Paraguay fuera del territorio boliviano.

#### Subcuenca del Bermejo
Se encuentra el departamento de Tarija con una superficie de 11.970 km². Sus principales ríos son el Bermejo y sus afluentes el Grande de Tarija y el Tarija.
El río Bermejo nace en territorio boliviano para luego adentrase en territorio argentino y sirve de frontera natural entre los dos países. Nace como río Orosas, en la población de La Mamoré, discurre unos 70 km por territorio boliviano hasta encontrarse con su afluente el río Condado, para formar frontera con Argentina en unos 137 km hasta las juntas de San Antonio donde se encuentra con el río Grande de Tarija, en total el río Bermejo discurre 207 kilómetros por Bolivia.
Recibe como afluentes al río Grande de Tarija, río Salado y al río Emborozú.
El río Grande de Tarija toma tal denominación luego de recibir a los ríos Itaú y Tarija. También nace en Bolivia pero desemboca en el río Bermejo en las Juntas de San Antonio, con el cual delimita frontera, en forma de uve, con Argentina, para adentrarse luego en dirección sur como río Teuco. Recibe como afluentes al río San Telmo y al río Nueve.

#### Lagunas de la cuenca del Plata

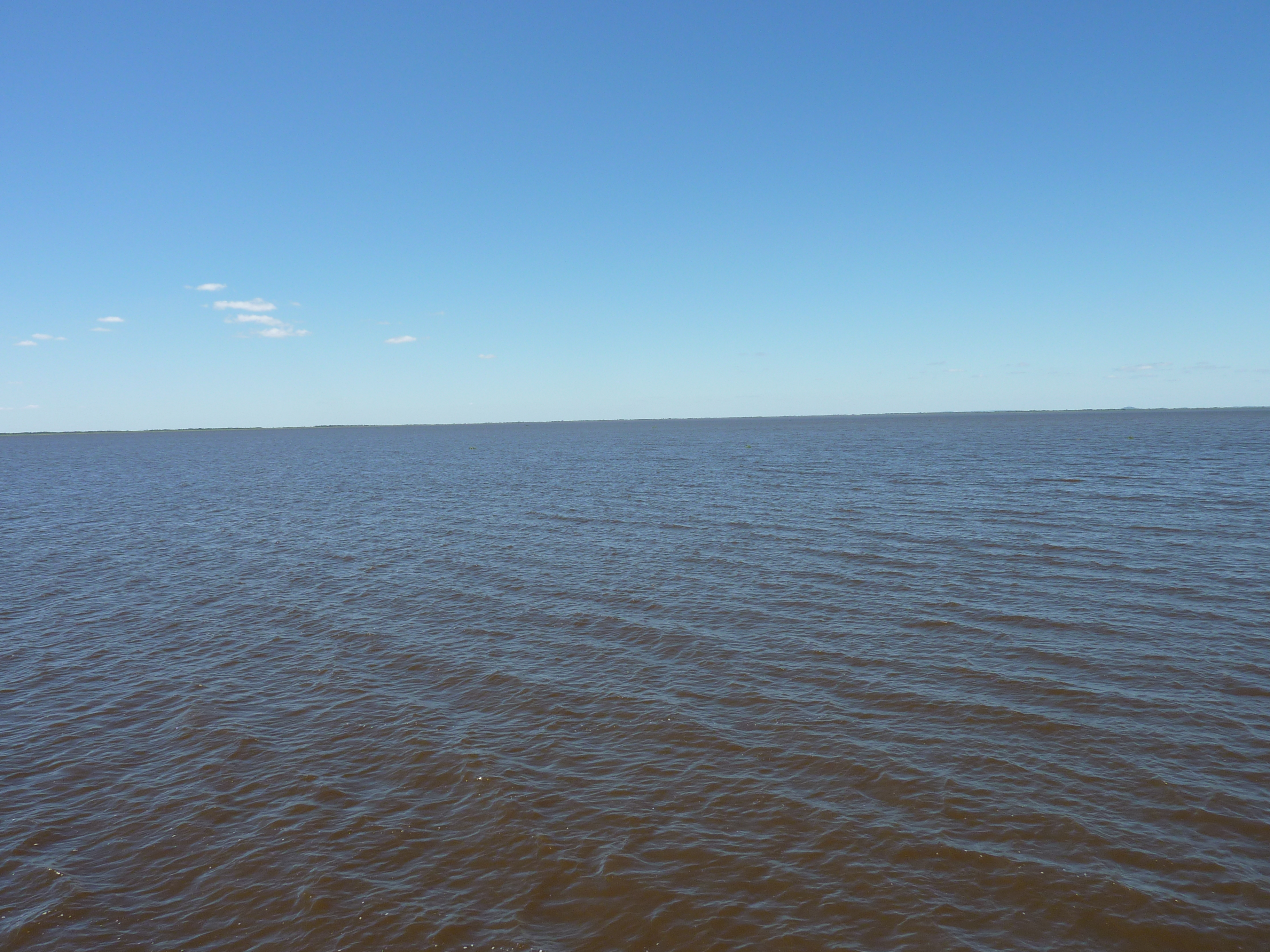
Laguna Cáceres, en el Pantanal boliviano.

Las lagunas más importantes en la cuenca del Plata son las siguientes:
- laguna Uberaba, con una superficie de 90 km² (parte boliviana);
- laguna Mandioré, con una superficie de 90 km²  (parte boliviana);
- laguna de Marfil, con una superficie de 52,2 km²  '(parte boliviana);
- laguna La Gaiba, con una superficie de 52 km²  (parte boliviana);
- laguna Cáceres, con una superficie de 26,5 km² ;
- laguna Mirim, con una superfiice de 15,8 km² ;
- laguna de San Ramón, con una superfiice de 9,0 km² .

## Vertiente altiplánica (cuencas endorreicas o cerradas)

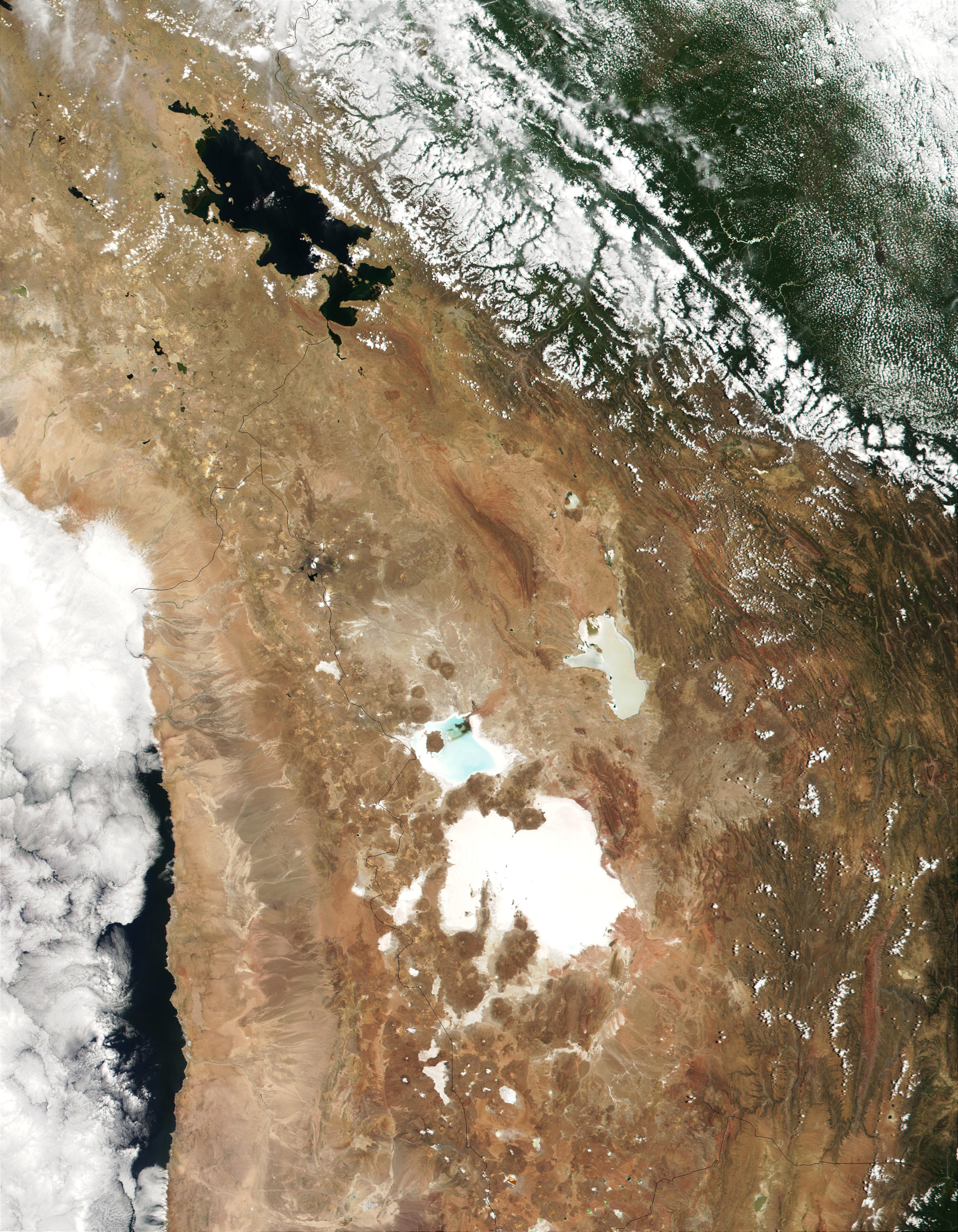
Foto satélite de la cuenca endorreica del altiplano andino.

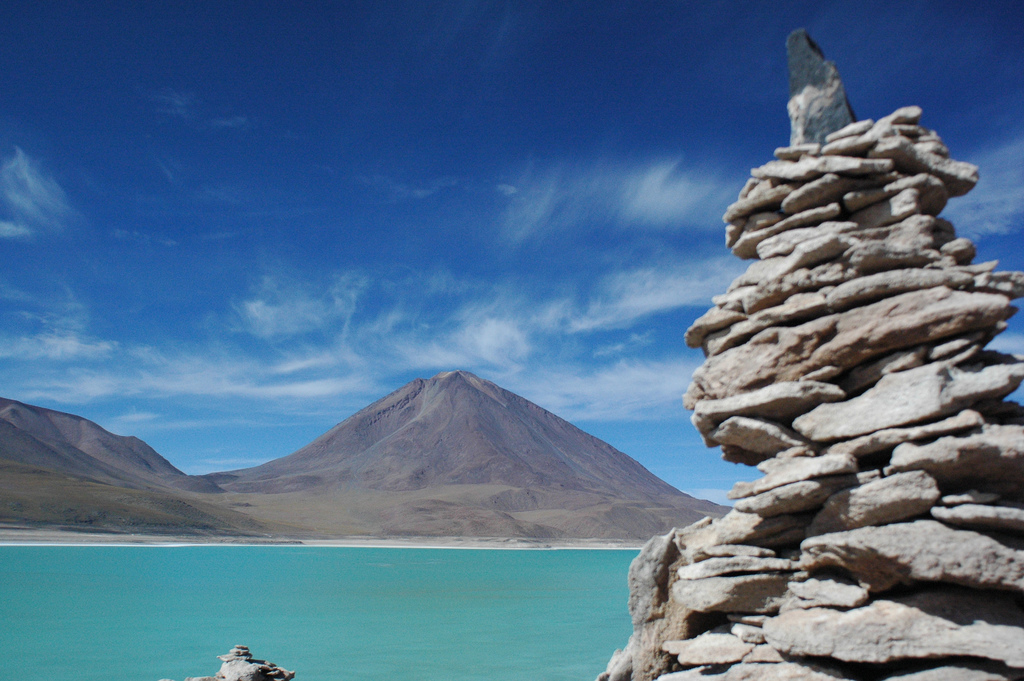
Laguna Verde ubicada al sur de Bolivia en el Altiplano

La cuenca endorreica del Altiplano comprende todos los cuerpos de agua que se encuentran en el Altiplano, gran cantidad de ríos, lagos, lagunas y manantiales que no discurren hacia ningún océano por encontrarse encerradas por la cordillera de los Andes. Tiene una superficie de 154.176 km² (13,2% del territorio nacional).
Este sistema está delimitado entre las coordenadas 14°03' y 20°00' de latitud sur y 66°21' y 71°07' de longitud oeste y comprende la parte altiplánica del Perú (Puno) y los departamentos bolivianos de La Paz, Oruro y Potosí.
Los ríos más importantes de esta cuenca son el río Desaguadero, el más largo de los ríos altiplánicos, y el río Lauca que nace en la laguna de Cotacotani en Chile para luego adentrarse en territorio boliviano. Este último tiene una longitud de 225 km, desemboca en el salar de Coipasa al igual que el río Laca Jahuira de 135 km de largo proveniente del lago Poopó que desemboca en el lago homónimo situado al norte del gran salar.
Los lagos de esta cuenca suelen ser grandes y poco profundos, a excepción del lago Titicaca. Destacan cuatro grandes lagos: el Titicaca, el más grande del país; el lago Poopó, que recibe aportes del lago Titicaca, este tiene 2.337 km² y es el segundo más grande del país; el lago Coipasa, con 806 km², el tercer lago más grande situado dentro del salar homónimo; y el Uru Uru, de 260 km², situado al norte del Poopó y conectado con éste.
Las lagunas de esta cuenca se dividen en dos tipos: las de agua salada y las de agua dulce. Las lagunas salobres más importantes son la Colorada, de 60 km², situada al sur del departamento de Potosí, que presenta un color rojo debido a sedimentos de este color y a algunos tipos de algas; la laguna Pastos Grandes, de aproximadamente 90 km², que se encuentra al norte de la Colorada, presenta poca profundidad ya que no recibe grandes aportes de agua por lo cual se encuentra en estado de desecación prevaleciendo la costra salina. Otras lagunas son la Verde, Salada, Khara o Kara y Blanca.
Entre las lagunas de agua dulce destacan la laguna Kalina, con 20,6 km², la más grande de un conjunto de lagunas de agua dulce situada a sur del departamento de Potosí, cerca de la frontera con Argentina; la laguna Coruto (15,8 km²), Loromayu (9 km²), Coranto (6,36 km²), Morijon, Chipapa (7,24 km²) y Chojllas (5,42 km²), Hedionda, Celeste, Kollpa, Totoral, Zapaleri y Khastor (3,62 km²).
En esta cuenca también existen grandes salares, residuos de la evaporación del antiguo lago Minchin atrapado entre los Andes cuando empezó a elevarse hace millones de años. El más importante es el de Uyuni o Tunupa que cubre 12.000 km², siendo el desierto de sal más grande del mundo. Tiene un espesor de 120 m de profundidad. El salar de Coipasa situado en el departamento de Oruro tiene una superficie de 2.218 km² con un espesor de 100 m y está rodeado por el lago Coipasa.
Otros salares importantes son: Empexa, Ollagüe, Chiguana, Chalviri, Laguani y salar de la Laguna.

### Subcuenca del lago Titicaca
El lago Titicaca por su extensión se sitúa en el lugar 21 en la clasificación mundial de lagos. A su altitud de 3.810 m es la superficie navegable más alta del mundo, constituyendo una especie de mar interior. Tiene una superficie de 8.562 km² de los que unos 3.790 km² y 575 km de costa pertenecen exclusivamente a Bolivia.
El lago Titicaca es una inmensa cuenca con una superficie de 10.983 km². Se subdivide en 10 subcuencas y se descompone en dos partes, el lago mayor y el lago menor separados por el estrecho de Tiquina que tiene una longitud de 900 m.
La superficie de la cuenca de drenaje abarca 4/5 en Perú y el 1/5 en Bolivia. El mayor aporte de aguas superficiales a la cuenca hidrográfica del lago proviene del Perú, los ríos que se destacan son el Ramis, Huancané, Coata, Llave y los afluentes secundarios de Illpa, Yanarico y Zapatilla.

### Subcuenca del río Desaguadero
La subcuenca del río Desaguadero tiene una superficie de 35.500 km². Con sus 436 km de longitud es el río más largo de los ríos altiplánicos, y nace en el golfo de Taraco del lago Titica, a una altitud de 3810 m s. n. m. Discurre en dirección sudeste y antes de llegar al lago Uru Uru se bifurca desembocando una de sus ramas en ese lago y otra en el lago Poopó, a 3686 m s. n. m., con un desnivel en su recorrido de 124 m.. En el ingreso del lago Uru Uru su trayectoria se vuelve a bifurcar asumiendo los nombres de río Kimpata y río Parina Pata.

### Subcuenca del lago Poopó

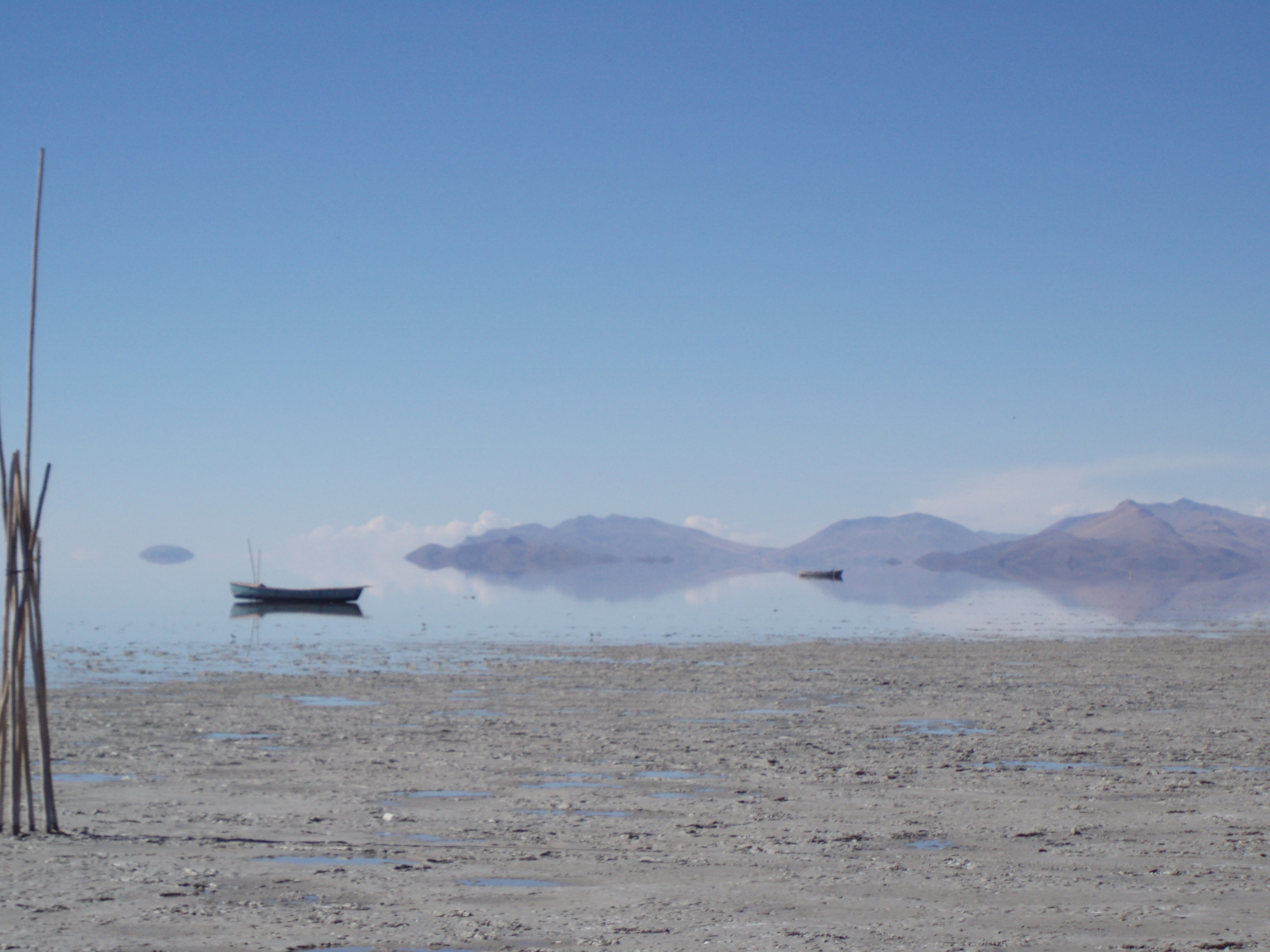
Vista del lago Poopó.

La subcuenca del lago Poopó tiene una extensión de 16.343 km². Uno de los principales colectores es el lago Uru Uru, en el cual antiguamente desemboca el río Desaguadero, pero debido a la contaminación y la evaporación, este lago es solo un curso de agua que desagua en el lago Poopó.
- Lago Poopó. Situado en el centro del altiplano andino (Oruro), a una altitud de 3686 m. La cuenta lacustre es muy plana sus aguas son poco profundas, tan solo 50 centímetros, sus orillas pueden desplazarse sobre grandes distancias en función de los aportes. La Isla de Panza, situada en el extremo de una zona de poca profundidad y de acuerdo a la época de altas y bajas aguas, puede convertirse en una península.

- Lago Uru Uru, localizado al sur de la ciudad de Oruro, formado por el desborde de las aguas del río Desaguadero. Tiene forma triangular con un vértice dirigido al sur y un cateto mayor orientado este oeste. El nivel del lago tiene una fluctuación constante y continuamente está aumentando. La calidad química del agua era casi similar a la del lago Poopó, aunque ahora está casi muerto debido a la desviación del río que lo alimentaba y que causó la desaparición de la vida silvestre que se alimentaba en el lago Uru Uru.

### Manantiales en la zona de Sud Lípez
La zona de Sud Lípez es la que tiene la mayor cantidad de manantiales de todo el país. En la zona todo el flujo de agua que corre por los ríos durante la época de estiaje, proviene de más de 100 manantiales que afloran tanto en la zona montañosa como altiplanica. Existen dos tipos de manantiales:
- Manantiales de origen superficial.
- Manantiales de origen profundo.

## Vertiente del Pacífico (cuenca del Loa)
En la vertiente del Pacífico se encuentran pequeños ríos y riachuelos que nacen de manantiales como es el caso del Silala, con sus 56 km de longitud, solamente 4 en territorio boliviano, un tributario del río San Pedro de Inacaliri en Chile. El uso de las aguas de este río o manantial se encuentra en disputa con Chile.

### Aguas del Silala
El gobierno de Bolivia reclama ser dueño de recursos hídricos que son compartidos durante décadas, las aguas del Silala fluyen desde Bolivia hacia Chile naturalmente. Durante más de 100 años Bolivia no reconoció la calidad de río internacional del Silala manteniendo su postura, pero desde hace unos años Bolivia dice que no es un río internacional sino un manantial natural que mineras chilenas perforaron para extraer sus aguas ilegalmente, Bolivia prepara la demanda ante la Corte Internacional de Justicia, y exije el pago retroactivo de más de US1.000 millones que Chile debe a Bolivia por el uso de estas aguas, Chile por su parte espera hacer una contrademandará a Bolivia o con el fin de no pagar por el uso ilegal de las agua y terminar los conflictos internacionales Chile también evalúa retirar su posición del pacto de Bogotá y romper relaciones con Bolivia definitivamente porque afirma que esta demanda es para ocultar y desviar la atención de los conflictos personales y políticos de Evo Morales.